# Hoofdsynagoge
Een hoofdsynagoge is in Nederland een synagoge die de hoogste rang heeft binnen een Israëlitisch kerkgenootschap.
De hoofdsynagoge kan een grote organisatie omvatten met kerkbestuur, kerkenraad, een rabbinale rechtbank, enzovoort. Ze staat aan het hoofd van een synagogaal ressort. Dergelijke ressorten, ongeveer overeenkomend met een provincie, werden in het begin van de 19e eeuw ingesteld. Aan het hoofd van ieder ressort stond een opperrabbijn. Later kwam er een landelijk opperrabbinaat.